# Sitagroí
Sitagroí är en ort i Grekland.   Den ligger i prefekturen Nomós Drámas och regionen Östra Makedonien och Thrakien, i den nordöstra delen av landet, 300 km norr om huvudstaden Aten. Sitagroí ligger 78 meter över havet och antalet invånare är 1 105.
Terrängen runt Sitagroí är platt österut, men västerut är den kuperad.Runt Sitagroí är det ganska tätbefolkat, med 80 invånare per kvadratkilometer. Närmaste större samhälle är Dráma, 11,1 km öster om Sitagroí. Trakten runt Sitagroí består till största delen av jordbruksmark.